# Період Мейдзі
Період Мейдзі (яп. 明治時代, Мейдзі дзідай) — період в історії Японії з 1868 по 1912 роки. Тривав від початку реставрації Мейдзі до вступу на трон імператора Тайсьо.
Назва періоду Мейдзі походить від однойменного девізу імператорського правління який використовувався в Японії з 1868 по 1912 роки.
Період Мейдзі характеризувався модернізацією і вестернізацією Японії, створенням централізованої Японської імперії, переможними війнами з цинським Китаєм та імперською Росією, й приєднанням Тайваня і Кореї до Японії.

## Назва
Назву періоду дав Девіз правління (ненго) імператора Мейдзі — «Мейдзі», що означає «освічене правління» (мей 明 = світло, знання; дзі 治 = правління).
Назву ненго було запозичено з давньокитайських творів:
- з «Книги змін»:「聖人南面而聴天下、嚮明而治」[1]
- з 5-го цзюаня «Кун-цзи цзя юй»:「長聡明、治五気、設五量、撫万民、度四方」[1].

## Події
Ключову роль зіграла «П'ятистатейна присяга» імператора Муцухито 1869 року, яка стала політичною програмою його подальшого правління. У цьому документі були закріплені такі принципи, як демократизм (врахування громадської думки при вирішенні державних справ — п.1), примат національних інтересів (п.2), свобода діяльності (п.3), незалежність суду (п.4). Основним положенням став п'ятий пункт, який встановлює ефективне використання знань, досягнень людства, щоб «положення Японії було зміцнено».
У 1866 — 1869 роках лідерам князівств Сацума й Тьосю вдалося повалити владу Сьоґуната Токуґава та відновити імператорська правління. В результаті цих подій, відомих як Реставрація Мейдзі, була зруйнована феодальна структура, і Японія встала на капіталістичний шлях розвитку.
Наприкінці XIX століття виникли дзайбацу, специфічні банківські та індустріальні об'єднання, що склали основу економічної могутності країни.
Уряд Мейдзі проводив експансіоністську політику, яка вилилася у Японсько-цінську війну (1894–1895), Анексію Тайваню (1895), Російсько-японську війну (1904–1905), Анексію Кореї (1910).

## Відновлення Мейдзі
3 лютого 1867 року 14-річний принц Муцухіто змінив свого батька, імператора Комей. На Хризантемовий трон увійшов як 122-й імператор.
9 листопада 1867 року тодішній сьоґун Токуґава Йосінобу подав заяву про відставку імператору та за десять днів офіційно пішов з посади. Реставрація Мейдзі відбулася 3 січня 1868 року із формуванням нового уряду. Падіння Едо влітку 1868-го означало кінець сьоґунату Токугава. Було проголошено нову еру — Мейдзі.
Першою реформою стало проголошення «П'ятистатейна присяга» у 1868 році. Загальна заява про цілі лідерів Мейдзі підвищили моральний дух і заручитися фінансовою підтримкою нового уряду. Його п'ять положень складалися з:
Присягою було припинено ексклюзивне політичне правління сьоґуна (безпосередня адміністрація сьоґуна, включно з офіцерами), та закладався перехід до більш демократичної участі уряду. Для реалізації Присяги у червні 1868 року була складена короткочасна конституція, яка містила одинадцять статей. Окрім передбачення нової Державної ради, законодавчих органів та систем чинів для дворян та чиновників, вона обмежувала термін перебування на посаді чотирма роками, дозволила публічне голосування, передбачила нову систему оподаткування та впорядкувала нові місцеві адміністративні правила.

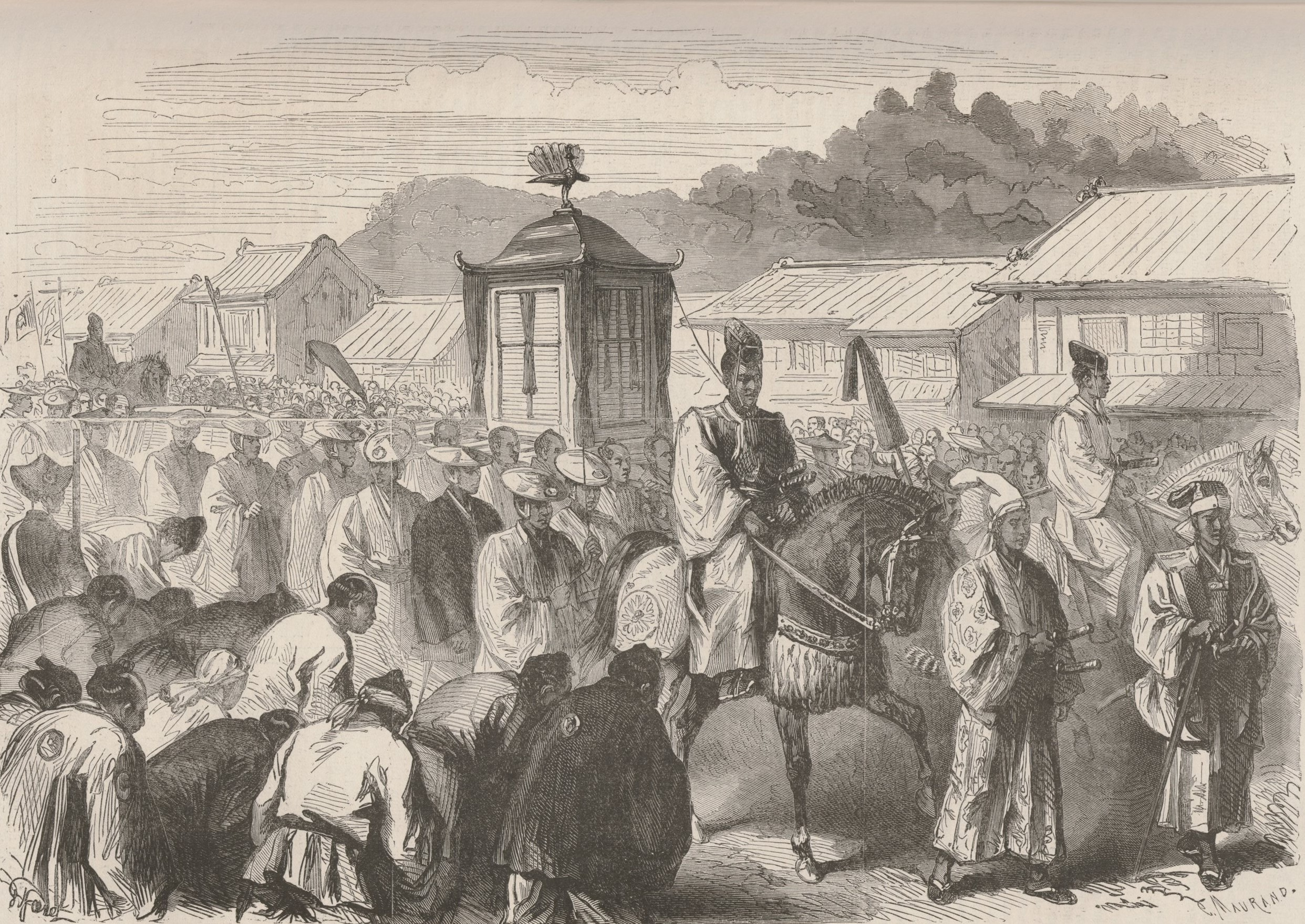
П'ятнадцятирічний імператор Мейдзі переїжджає з Кіото до Токіо наприкінці 1868 року

Уряд Мейдзі запевнив іноземні держави, що дотримуватиметься підписаних договорів, узгоджених бакуфу, та оголосив, що діятиме відповідно до міжнародного права. Муцухіто, який повинен був царювати до 1912 року, обрав новий титул правління — Мейдзі, або «Освічене правління», щоб ознаменувати початок нової ери в історії Японії. Для подальшої просування нового порядку столицю було перенесено з Кіото, де вона знаходилася з 794 року, до Токіо (східна столиця), нова назва міста Едо. Попри консолідацію нового режиму, більшість даймьо добровільно здали імператору свої землі та записи перепису, скасувавши систему ханів, символізуючи те, що земля та люди знаходились під юрисдикцією Імператора.

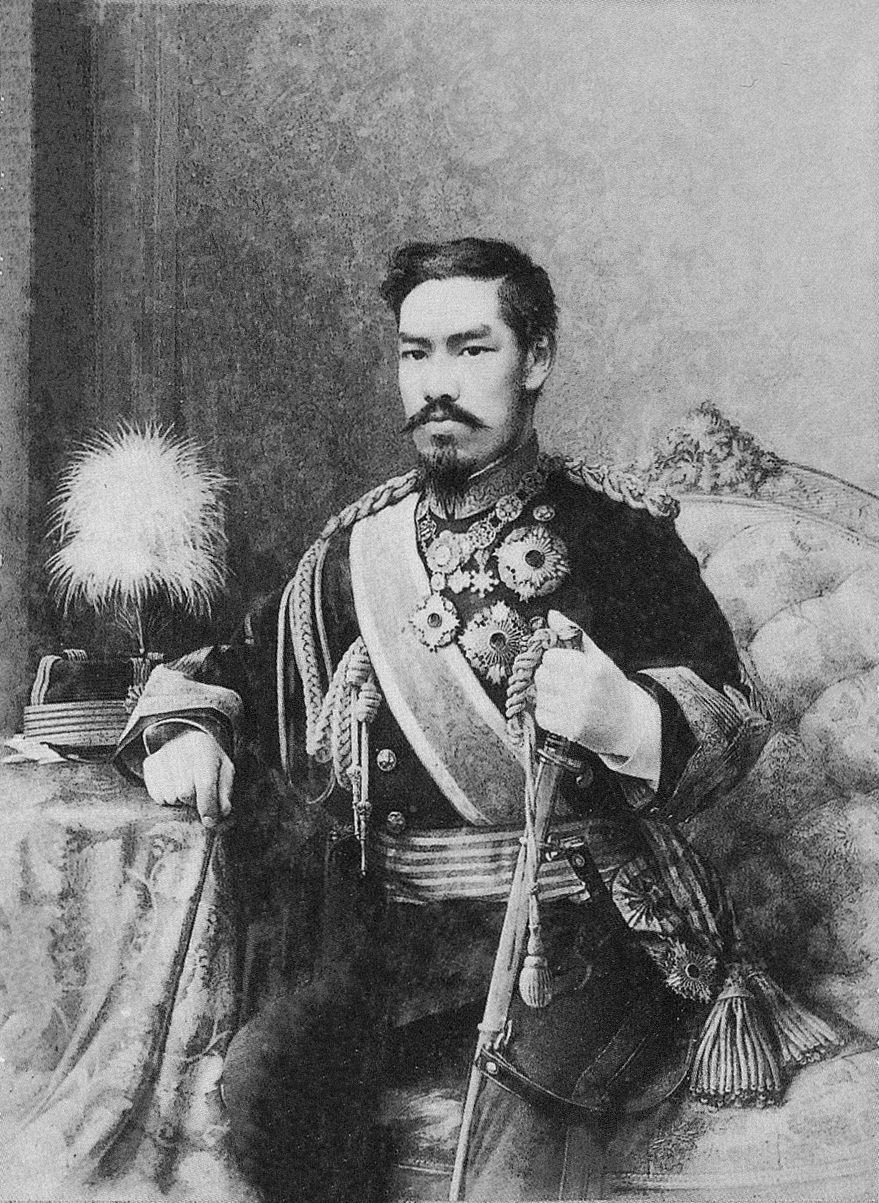
П’ятдесятирічний імператор Мейдзі

Затвердившись на своїх спадкових посадах, даймьо стали губернаторами, а центральний уряд взяв на себе адміністративні витрати та виплачував стипендії самураям. У 1871 році хани замінили префектурами, й влада продовжила переходити до національного уряду. Чиновники колишніх ханів (Сацума, Тьосю, Тоса та Хізен), укомплектували нові міністерства. Колишні придворні дворяни та нижчі, але більш радикальні самураї, замінили призначення бакуфу та даймьо, після появи нового правлячого класу.
Реставрація Мейдзі прагнула повернення імператора на першочергове становище, докладались зусилля для створення держави, орієнтованої на синтоїзм, подібно до того, як це було тисячу років тому. Оскільки за попереднє тисячоліття синто і буддизм перетворились на синкретичну віру, і буддизм був тісно пов'язаний із сьоґунатом, це передбачало поділ синтоїзму та буддизму та пов'язане з цим руйнування різних буддистських храмів та пов'язане з цим насильство. Крім того, для цієї мети потрібно було побудувати новий державний синтоїзм. У 1871 році було створено Управління синтоїстського культу, яке за значенням навіть перевищувало Державну раду. Кокутай-ідеї школи Міто були сприйняті,  було підкреслено божественне походження Імператорського дому. Уряд підтримав синтоїстських вчителів — невеликий, але важливий крок. Хоча Управління синтоїстського культу було понижено у 1872 році, до 1877-го Міністерство внутрішніх справ контролювало всі синтоїстські святині, а певні синтоїстські секти отримали державне визнання. Сінто було звільнено від буддистської адміністрації та відновлено його властивості. Хоча буддизм страждав від державної спонсорської діяльності синтоїзму, він мав власне відродження. Християнство також було узаконено, а конфуціанство залишалося важливою етичною доктриною. Однак все частіше японські мислителі ототожнювались із західною ідеологією та методами.

## Політика
Головний прихильник представницького уряду, Ітаґакі Тайсуке (1837 — 1919), впливовий лідер провінція Тоса, який подав у відставку з державної ради через корейську справу у 1873 році. Ітагакі шукав мирних, а не бунтівних засобів, щоб отримати згоду уряду. Він започаткував школу і рух, спрямований на створення конституційної монархії та законодавчих зборів. Такі дії отримали назву Рух за свободу та права людей. Ітаґакі у соавторсьтві написав у 1874 році Меморіал Тоса, в якій критикував нестримну владу олігархії та закликав до негайного встановлення представницького уряду.
У період між 1871 і 1873 роками було прийнято низку земельних та податкових законів як основу сучасної фіскальної політики. Приватна власність була легалізована, видано акти, а землі оцінювались за справедливою ринковою вартістю із сплатою податків готівкою, а не натурою, як у дні до Мейдзі та за дещо нижчими ставками.
Незадоволений темпами реформ після вступу до Державної ради у 1875 році Ітагакі організував своїх послідовників та інших прихильників демократії в загальнонаціональне Айкокуша (Патріотичне товариство), щоб добитися представницького уряду у 1878 році. У 1881-у Ітагакі засновує Джіюто (Ліберальну партію), яка підтримувала французькі політичні доктрини.

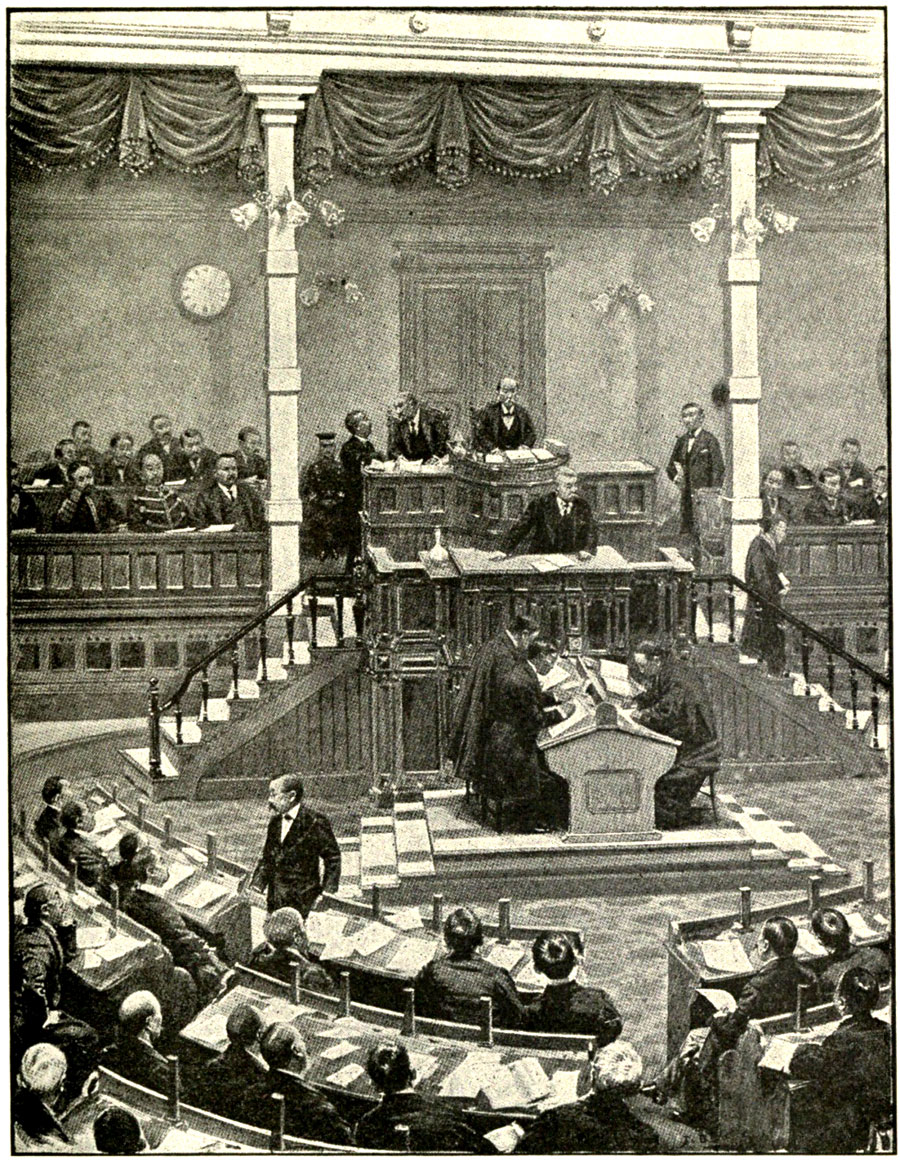
Міністр виступає на трибуні Палати перів

У 1882 році Окума Сіґенобу заснував конституційно-прогресивну Партію конституційних реформ, яка закликала до конституційної демократії за британським зразком. У відповідь урядові бюрократи, представники місцевого самоврядування та інші консерватори заснували провладну Конституційно-монархічну партію у 1882 році. Численні політичні демонстрації призвели до подальших обмежень уряду, які перешкоджали політичним партіям й призвели до поділу всередині та між ними. Ліберальну партію, яка виступила проти Партії конституційних реформ, було розформовано у 1884 році, а Окума подав у відставку.
До розуміння необхідності конституційного уряду урядових лідерів підштовхувала загроза нестабільності та розкол керівництва щодо корейської справи. Лідер провінції Наґато Кідо Такайосі підтримував конституційну форму правління до 1874 року, підготував низку пропозицій щодо конституційних гарантій. Однак визнаючи реалії політичного тиску, олігархія мала наміри щодо збереження контролю. Такими були перші зроблені кроки.
Конференція в Осаці 1875 року призвела до реорганізації уряду із незалежною судовою системою та призначеним Сенатом Японії, який розглядався як законодавчий органу. Імператор заявив, що «конституційний уряд встановлюватиметься поступово», віддавши наказ Раді старійшин (Ґенро) розробити конституцію.
Через три роки Конференція губернаторів префектур створила обрані префектурні збори. Незважаючи на обмежені повноваження, ці збори представляли рух у напрямку представницького уряду на національному рівні, й до 1880 року подібні збори також були сформовані у селах та містах. У 1880 році делегати з двадцяти чотирьох префектур провели національний з'їзд про створення Парламентська ліга Японії.
Хоча уряд не був проти парламентського правління, зіткнувшись з прагненням «до прав людей», він продовжував намагання контролювати політичну ситуацію. Нові закони 1875 року забороняли критикувати пресі уряд, або обговорювати національні закони. Закон про громадські збори (1880) суворо обмежував публічні збори, забороняючи участь державних службовців та потребували дозволу міліції на всі збори.
Проте, у межах правлячого кола, незважаючи на консервативний підхід керівництва, Окума залишався прибічником уряду за британським зразком, уряду з політичними партіями та кабінетом, організованим партією більшості, відповідальним перед національними зборами. Він закликав провести вибори до 1882 року, а вже до 1883-го скликати національні збори. Такі кроки спровокували політичну кризу, яка закінчилася імператорським рескриптом 1881 року, який проголосив створення національних зборів у 1890 році та звільнив Окуму.
Відкинувши британську модель, Івакура Томомі та інші консерватори значною мірою звернулися до прусської конституційної системи. Складення проекту конституції Японії було доручено одному з олігархів Мейдзі, давньому держотворецю, Іто Хіробумі (1841 — 1909). У 1882 році він очолив місію з вивчення конституцій за кордоном, проводячи більшу частину часу у Німеччині. Конституція США було відкинуто як «занадто ліберальну», а британську систему як надто громіздку та з причин завеликого контролю парламента над монархією; французька та іспанська моделі не підходили з причин схильності до деспотизму.
У 1884 році Іто очолив нове Бюро з розслідування конституційних систем, а Державна рада була замінена у 1885-у. Іто обійняв посаду прем'єр-міністра. Посади канцлера (або головного міністра), лівого та правого міністрів, які існували з VII століття як дорадчі посади імператора, були скасовані. На їх місці у 1888 році була створена Таємна рада для оцінки майбутньої конституції та консультування імператора.
Для подальшого зміцнення авторитету держави було створено Вищу військову раду під керівництвом Ямаґата Арітомо (1838 — 1922), якому приписується заснування сучасної японської армії, який мав став першим конституційним прем'єр-міністром. Вища військова рада розробила систему за зразком німецького штабу із начальником штабу, який мав прямий доступ до імператора, та який міг діяти незалежно від міністра армії та цивільних чиновників.

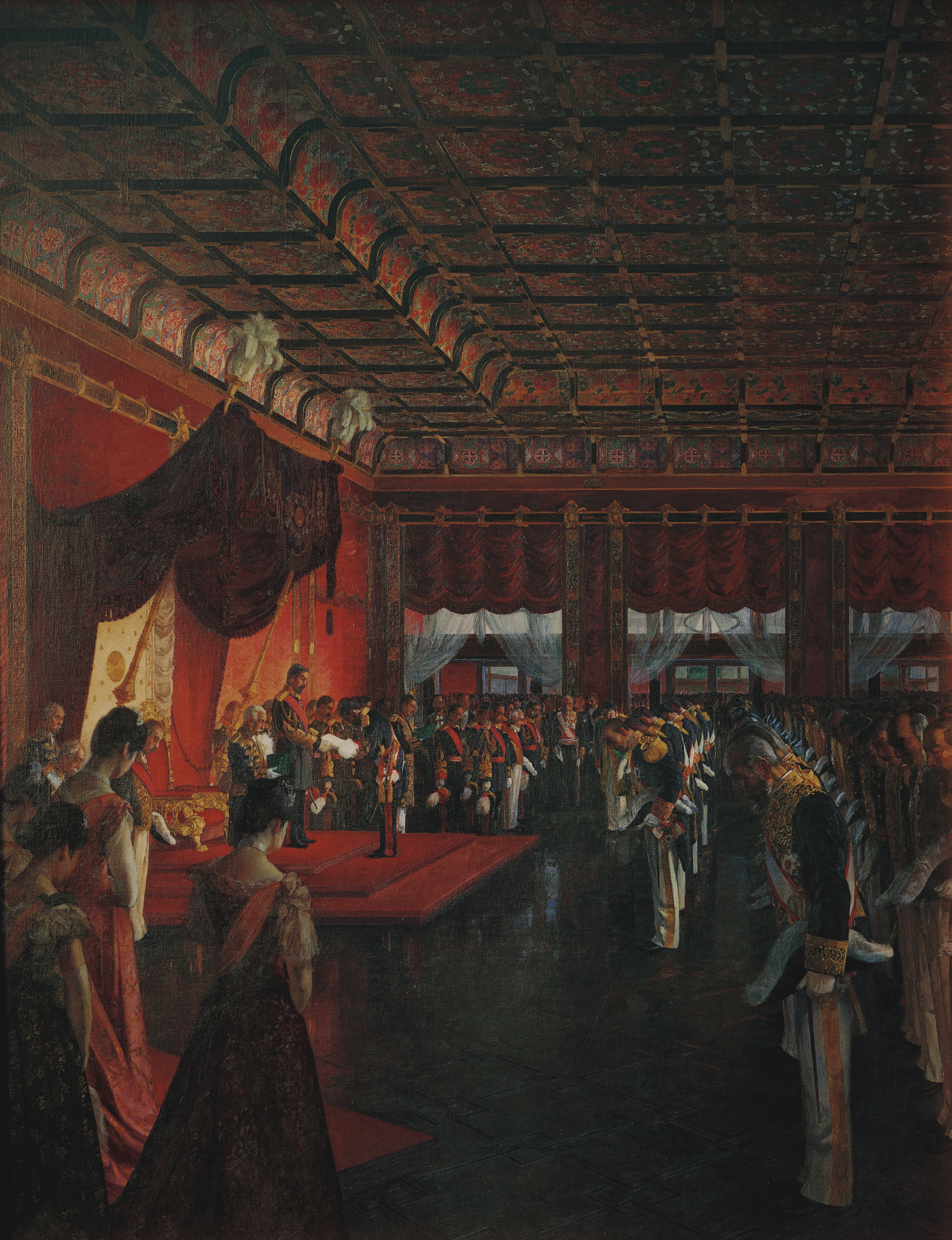
Церемонія проголошення Конституції 11 лютого 1889 року

Конституція Великої Японської імперії була прийнята 29 листопада 1890 року. Це була форма змішаної конституційної та абсолютної монархії. Імператор Японії юридично був верховним лідером, а Кабінет Міністрів — його послідовниками. Прем'єр-міністра обирала Таємна рада. Насправді главою держави залишався імператор, а прем'єр-міністр був фактичним главою уряду.
Класові відмінності здебільшого були усунені під час модернізації для створення представницької демократії. Самураї втратили статус єдиного класу з військовими привілеями. Однак у період Мейдзі більшість лідерів японського суспільства (політика, бізнес та військові) були колишніми самураями або нащадками самураїв.
Конституція Мейдзі 1889 року вдалася відносно невеликими поступками громадянським правам й парламентським механізмам. Участь партії була визнана частиною політичного процесу. Імператор поділяв свої повноваження та надавав права і свободи своїм підданим. Він передбачав імператорський сейм (Тейкоку Гікай), який складався із всенародно обраної Палати представників з дуже обмеженою кількістю громадян чоловічої статі, яким було старше двадцяти п’яти років і які сплачували п’ятнадцять єн національних податків (приблизно 1% населення). Палата перів складався з дворян та імператорських призначень. Кабінет відповідав перед імператором та не залежав від законодавчої влади. Сейм міг затверджувати урядове законодавство та ініціювати закони, робити подання перед урядом та подавати петиції до імператора. Конституція Мейдзі проіснувала як основний закон до 1947 року.
У перші роки конституційного правління були виявлені сильні та слабкі сторони Конституції Мейдзі. Невелика кліка еліти Сацуми та Тьосю продовжувала правити Японією, ставши інституціоналізованою як позаконституційний орган ґенро (старших державних діячів). У сукупності рішення приймав ґенро, ухвалені імператором, у той час ґенро, а не імператор, політично контролював уряд.
Протягом усього періоду політичні проблеми здебільшого вирішувалися шляхом компромісу, політичні партії поступово збільшували свою владу над урядом й в результаті відігравали все більшу роль у політичному процесі. У період між 1891 та 1895 роками Іто працював прем'єр-міністром у кабінеті, складеному переважно з ґенро, які хотіли створити урядову партію для контролю Палати представників. Партійна політика ще не була до кінця усвідомлена, проте була започаткована.

## Реформи
Період перебування при владі імператора Муцухіто було названо «Мейдзі» — «освічене правління». У цей час були проведені реформи. Починаючи з 1860-х у країні проводиться низка реформ, що насамперед ліквідувала поділ країни на окремі князівства.
У 1871 видано указ про новий адміністративно-територіальний устрій: скасовувався поділ на князівства, територія Японії поділялася на префектури.
Самурайське ополчення перетворювалося на регулярну армію. У 1872 видано декрет про створення збройних сил на основі загальної військової повинності. Також було видано закон про скасування станових привілеїв, формальне зрівняння в правах усіх громадян. Пізніше було ліквідовано внутрішні мита, проголошено свободу торгівлі, пересування і перевезення товарів.
Переглядалися старі закони, вводилися нові, єдині для всієї держави і всіх груп населення. У наступні роки було проведено судову реформу: створювалися суди європейського типу.
З метою створення сприятливих умов для розвитку торгівлі й промисловості була проведена грошова реформа, вводилася єдина грошова одиниця — єна. Оскільки довгий час політичним центром Японії було місто Едо (столиця сегуна Токугава), сюди були переведені з Кіото імператорський двір та уряд. Місто отримало назву Токіо.
З виданням Рескрипту про освіту була також здійснена реформа освіти. Створювалися нові середні школи, відкрився Токійський університет. Уряд заохочував відправку японців за кордон для отримання освіти.
У 1872—1873 проведено аграрну реформу. Скасовувалася власність князів і феодалів на землю, офіційно дозволялися купівля-продаж землі. Власність на землю була визнана за тими, хто фактично нею розпоряджався. Це узаконило права «нових» поміщиків і- заможних селян. У результат реформи — третя частина оброблюваної землі в Японії була вилучена із власності селянських громад. Аграрна реформа поклала початок розвитку капіталістичних відносин в японському селі, не ліквідувавши при цьому поміщицького землеволодіння.
Крім соціально-економічних реформ, в Японії були проведені й політичні зміни. У 1889 прийнято Конституцію, яка залишалася чинною до 1946 і була однією з найконсервативніших. Зразком для неї слугувала Конституція Пруссії, прийнята ще до об'єднання Німеччини. Особа імператора була священною та недоторканною. За ним закріплювалися права оголошення війни і миру, призначення і звільнення всіх цивільних та військове посадовців, скликання і розпуск парламенту. Імператор був верховним головнокомандувачем збройних сил Японії.
Конституція законодавчо закріплювала існування парламенту, що складався з двох палат — палати перів та палати представників. Більшість палати перів складали члени імператорської династії, вища титулована знать та особи, призначені імператором. Частина палати перів обиралася терміном на сім років найзаможнішими платниками податків.
Палата представників обиралася кожні чотири роки. Виборчим правом користувалися чоловіки віком від 25 років, що проживали у своєму виборчому окрузі не менше 1,5 року і сплачували високий податок (таких в країні була незначна частина). Парламент мав законодавчі права і затверджував бюджет. Проте кабінет міністрів звітувався не перед парламентом, а перед імператором.

## Мистецтво

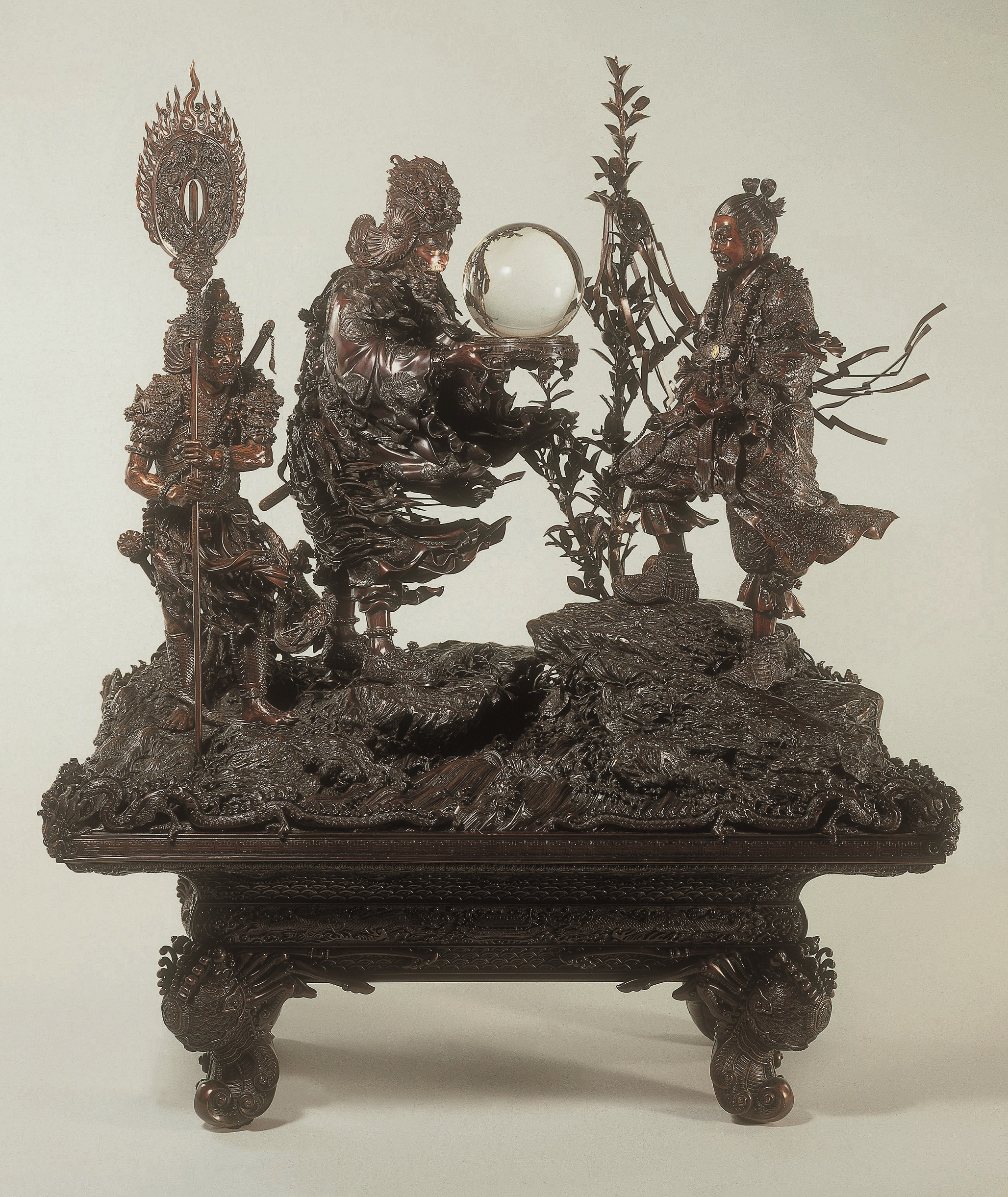
Міфічна група у бронзі Отаке Коріюні (колекція японського мистецтва Халілі)

Уряд активно зацікавився ринком експорту мистецтва, просуваючи японське мистецтво на всесвітніх виставках, починаючи зі Віденської 1873 року Окрім значного фінансування виставок, уряд брав активну роль в організації представлення світової культури Японії. Було створено напівпублічну компанію — Kiritsu Kosho Kaisha (Перша промислово-виробнича компанія) — для просування та комерціалізації експорту мистецтва та створено Hakurankai Jimukyoku (Виставкове бюро) для підтримки стандартів якості. Для міжнародної виставки 1876 року у Філадельфії уряд Японії створив бюро та направив спецпредставника на забезпечення місце 30 000 експонатам. Також Імператорський двір активно цікавився декоративно-прикладним мистецтвом, замовляючи роботи («презентаційні вироби») як подарунки іноземним сановникам. У 1890 році була створена система Teishitsu Gigeiin (Художник імператорського двору) для визнання видатних художників — з 1890 по 1944 роки видзнаку отримали сімдесят митців, серед яких був лаковий майстер Сібата Дзесін, кераміст Макудзу Козан, художник Хасімото Ґахо, художник-клуазоніст Намікава Ясуюкі.
Популяризація західного імпорту знизила попит на японське мистецтво й у самій Японії. В Європі та Америці наявність японського мистецтва спричинили захоплення японською культурою, та отримала визначення «японізм». Імперський патронаж, урядове спонсорство, просування до нової аудиторії та західні технології у поєднанні сприяли епосі японських мистецьких інновацій. У декоративному мистецтві японські художники вийшли на новий рівень технічної вишуканості.

### Емалі

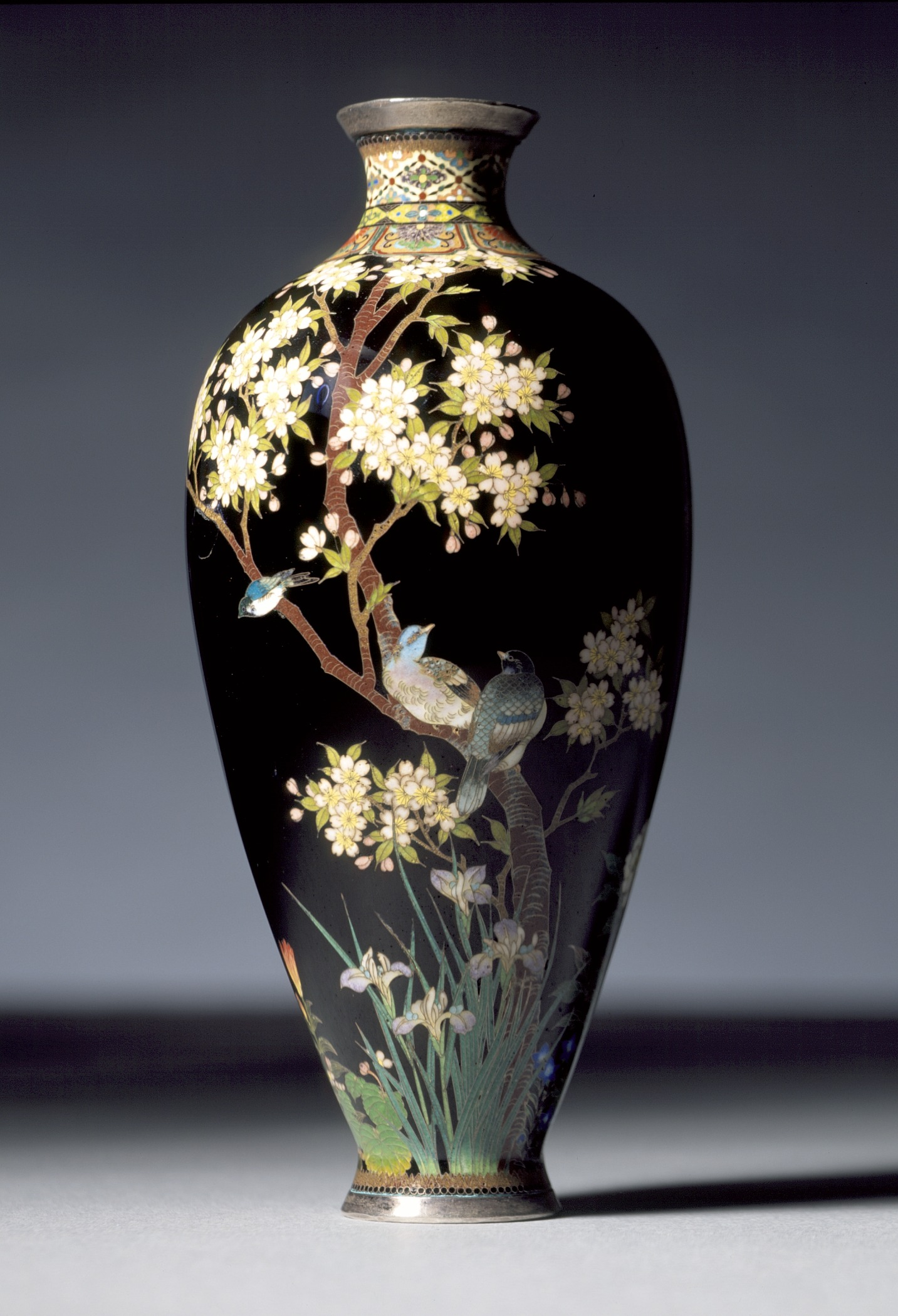
Ваза для квітів та птахів (Намікава Ясуюкі)

Протягом епохи Мейдзі японське клуазонне досягло технічної вершини — майстри виробляли предмети, більш довершені, ніж будь-які, що існували до того. Період з 1890 по 1910 рік був відомий як «золотий вік» японських емалей. Художники експериментували з пастами та процесом випалу, щоб отримати все більші емалеві блоки з меншою потребою у перегородках. У цей період стали популярними емалі з унікальним для Японії дизайном, в якому використовувались квіти, птахи, комахи та простір. Двома найвідомішими емалерами цієї епохи були Намікава Ясуюкі (Namikawa Yasuyuki) та Намікава Сусуке (Namikawa Sōsuke), чиї прізвища звучать досить схоже, проте не були пов'язані між собою. Намікава Сусуке пропагував свою роботу як технічно інноваційну й прийняв стиль, подібний вишуканим картинам. Намікава Ясуюкі був більш консервативним, обираючи геометричні візерунки, які з розвитком творчості ставали більш образним.

### Лакові вироби

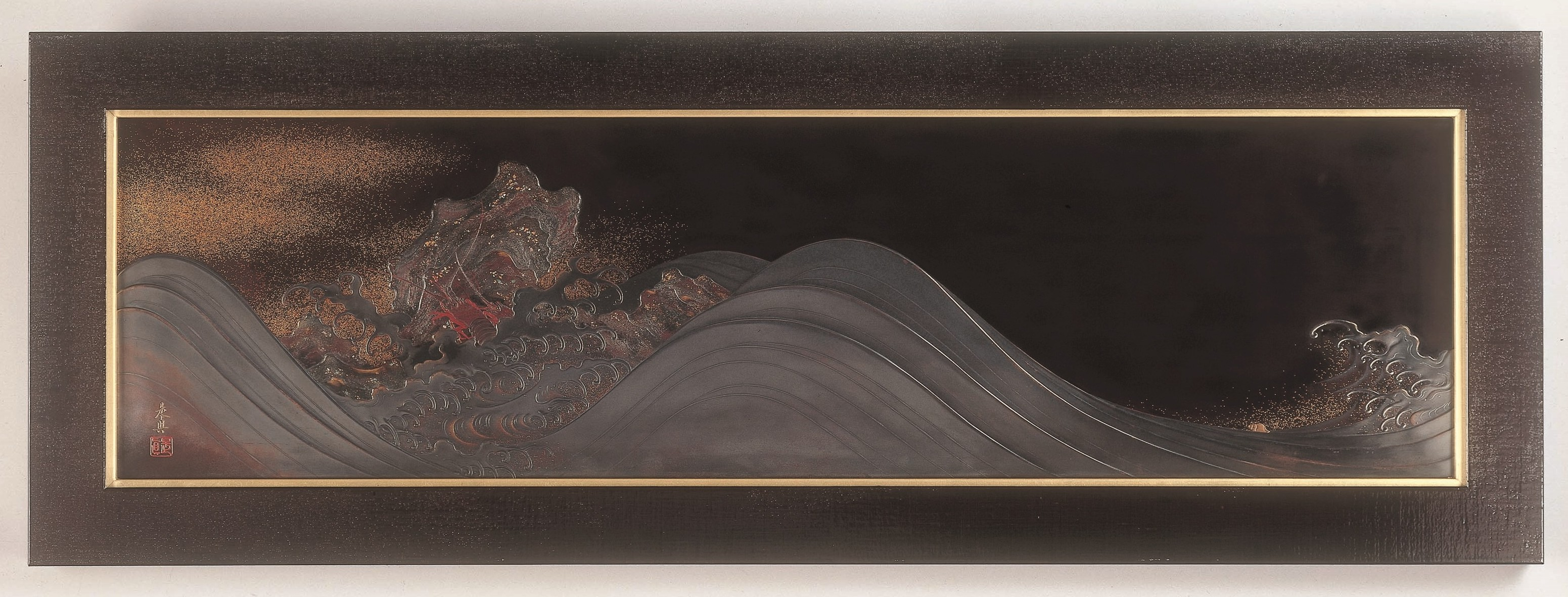
Макі-е «Хвилі» (Сібата Дзесін, 1888-1890)

Лакофарбові вироби, прикрашені золотом або сріблом, популярні у період Едо, на початку ХІХ століття впали у немилість через економічні труднощі. Епоха Мейдзі відновила інтерес до лаку, коли художники розробляли нові дизайни та експериментували з новими фактурами та обробкою. Найголовнішим серед них був Сібата Дзесін. Привабливість його надзвичайно оригінального стилю полягала у виборі мотивів та предметів, а не в золоті та сріблі. Він розміщав лакові панелі у рамах, імітуючи західні олійні картини. Серед інших видатних художників лаку XIX століття — Накаяма Комін та Шираяма Шосай — обидва, на відміну від  Дзесіна, підтримували класичний стиль, який багато у чому завдячував китайському садовому мистецтву. Макі-е, оздоблення лаку золотим або срібним пилом, було найпоширенішою технікою для якісного лакування цього періоду. Лак з японських майстерень був визнаний технічно перевершеним тим, що його було неможливо виготовити де-небудь ще у світі.

### Вироби з металу

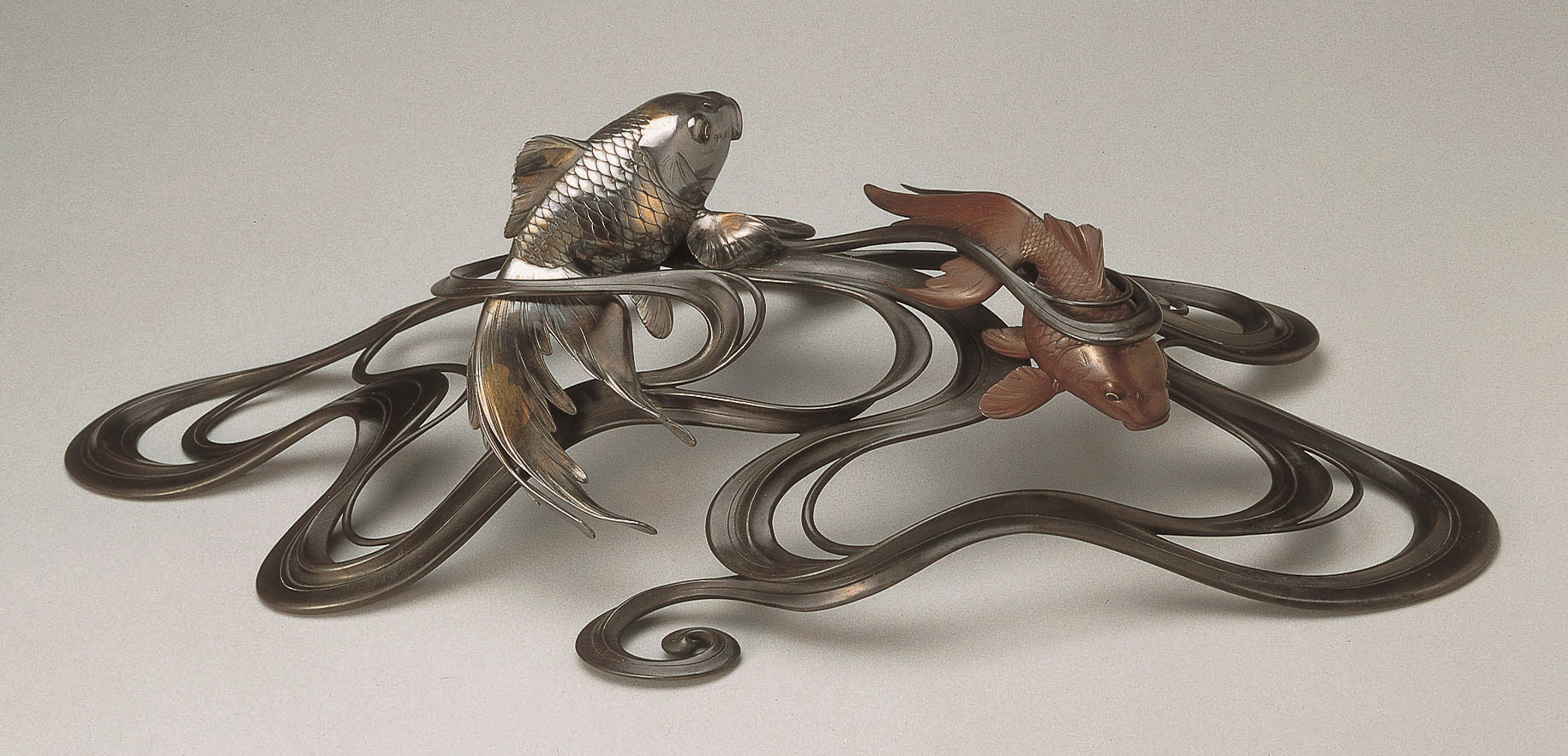
Орнамент риби у хвилях (Окімоно) Осіма Джун. Бронза, срібло, позолота, сібуіті та сакудзо. Близько 1900 року

На початку ери Мейдзі японські металоконструкції були майже абсолютно невідомими за межами країни, на відміну від лаку та фарфору, які й раніше експортувались. Вироби з металу були пов’язані із буддистською практикою, наприклад, при використанні бронзи для храмових дзвонів та кадильних казанів, тож металістів стало менше, коли буддизм був витіснений як державна релігія. Міжнародні виставки принесли японській литій бронзі нову законрдонну аудиторію, привернувши потужне визнання. Сузукі Чокічі, провідний виробник литої бронзи для міжнародної виставки, став директором «Kiritsu Kosho Kaisha» з 1874 року до розпуску компанії у 1891 році. У 1896 році він був призначений художником Імператорського двору. Джерелами натхнення Чокічі та його сучасники черпали з різьблення та гравюр пізнього періоду Едо, поєднуючи та інколи перебільшуючи традиційні елементи дизайну по-новому, для привернення уваги експортного ринку. Минула історія самурайської зброї оснащувала японських майстрів з металу для створення металевих обробок у широкому діапазоні кольорів. Поєднуючи та обробляючи мідь, срібло та золото у різних пропорціях, вони створили спеціалізовані сплави, включаючи сакудзо та сібуіті. Завдяки цій різноманітності сплавів та обробки художник міг створити враження повнокольорового оздоблення.

### Порцеляна

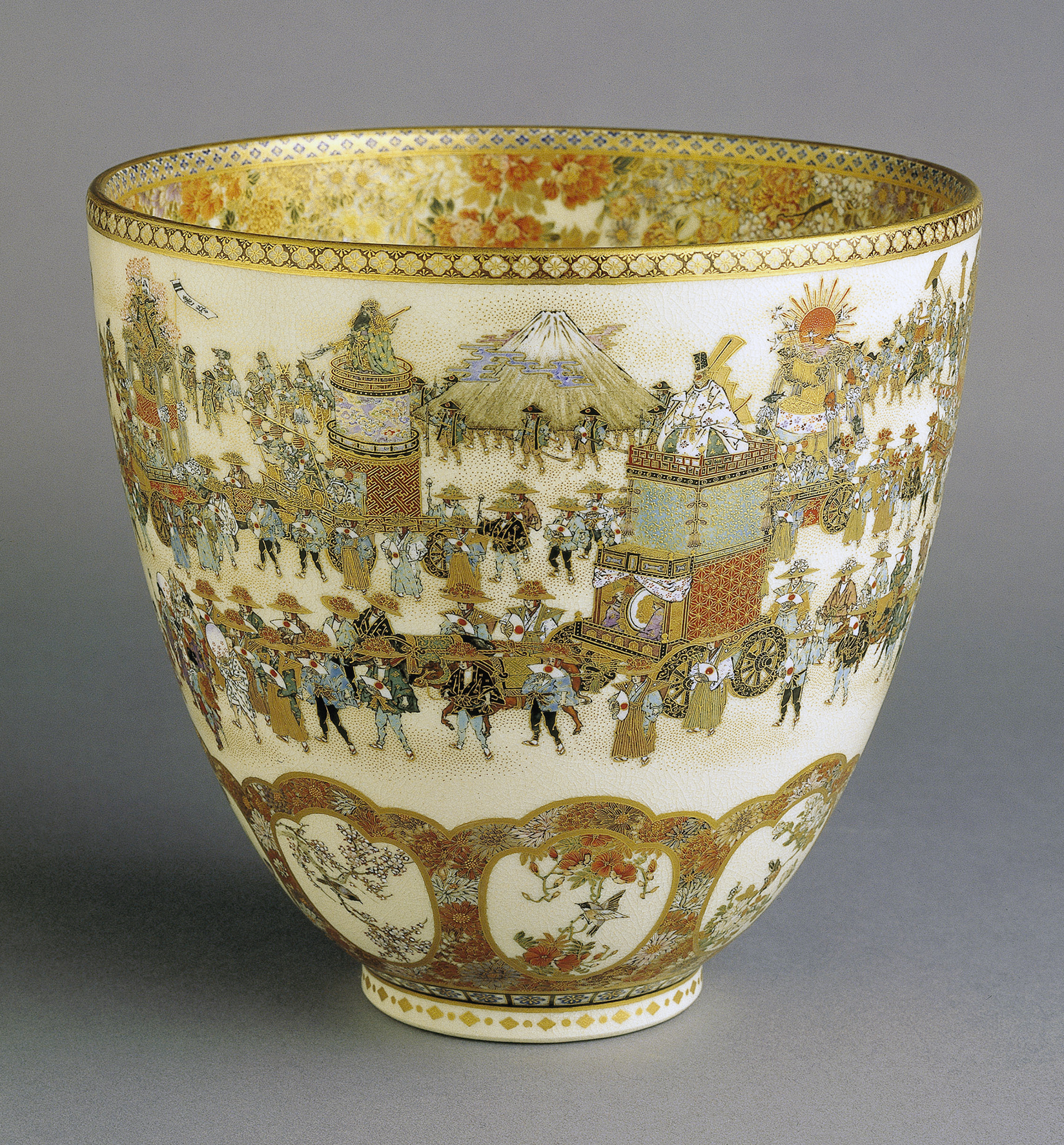
Глиняний посуд Ябу Мейзана, близько 1910 року

Японська порцелянова промисловість була добре налагоджена на початку ери Мейдзі, але вироби масового виробництва не були відомі своєю елегантністю. У цю епоху технічні та мистецькі інновації перетворили фарфор на один з найбільш успішних у світі японських видів декоративного мистецтва. Кар’єра художника порцеляни Макудзу Козан подібна траєкторії мистецтва Мейдзі. Він захоплювався збереженням традиційних впливів, але прийняв нові технології із Заходу. Він був підприємцем, а також художником, організовуючи майстерню з багатьма ремісниками та активно просував свої роботи на міжнародних виставках, багато подорожував Європою. Продовжуючи свою кар’єру, він сприйняв більше західних впливів на його оздоблення, тоді як його роботи формували західне уявлення про японський дизайн. Підглазурний блакитний фарфор на порцеляні добре зарекомендував себе в Японії, і майстерня Козана застосувала цю практику, поєднуючи безліч підглазурних кольорів на одному предметі та вводячи більш тонкі градації кольору.
Посуд Сацума — назва, яку спочатку давали кераміці з провінції Сацума, вишукано прикрашеній позолотою та емаллю. Ці вироби високо оцінили на Заході, де він розглядався як виразно японський, він і насправді багато у чому завдячував імпортним пігментам та західним впливам та був створений з урахуванням експорту. Подібні вироби почали виготовлятися у багатьох містах для задоволення попиту на нього Європи та Америки, при цьому часто виробляючи швидко та дешево. Тож термін «посуд Сацума» став асоціюватися не з місцем походження, а з низькоякісним посудом, створеним виключно для експорту. Незважаючи на це, митці, такі як Ябу Мейзан та Макудзу Козан, продовжували дотримуватися найвищих художніх стандартів, й одночасно успішно експортували свої вироби. У 1876–1913 роках Козан завоював призи на 51 виставці, включно із Всесвітньою виставкою та Національною промисловою виставкою.

### Текстиль

Складений уявний погляд на Японію: текстильні твори мистецтва

«Британіка» видання 1902 року писала: «Жодна галузь прикладного мистецтва не демонструє декоративного генія Японії більш привабливих результатів, ніж текстильні тканини, й в жодній з них не спостерігається більш помітного прогресу за останні роки. […] Кавасіма Кіото […] урочисто відкрив від'їзд кілька років тому, скопіювавши Гобелена, але можна з упевненістю стверджувати, що жоден Гобелін не понесе порівняння з шматками, які зараз виробляються в Японії». У Кіото виготовляли дуже великі, барвисті живописні роботи. Вишивка сама по собі стала видом мистецтва, застосувавши цілий ряд живописних технік, таких як світлотінь та повітряна перспектива

### Музика
У японській музичній культурі простежується принцип копіювання із подальшою герметизацією сприйнятих явищ — з перших контактів японців із західною музичною культурою у XVI столітті за посередництвом португальських місіонерів (період відкриття перших церков, школ-семінарії та колегіумів), так і згодом, у формальному копіюванні структур китайської церемоніальної музики, які у VII–VIII століттях вплинуло не тільки на принципи композиції, а й на репертуар японської придворної музики.
Перший етап західних запозичень періоду Мейдзі пов'язаний із військовою сферою. У місті Нагасакі створюється перша військова академія голландського зразка, у якій, поряд із військовою наукою, навчали військової музики. Організовуються перші військові оркестрові колективи — оркестри котекітай. Проникнення військової музики європейського стилю сприяло становленню й подальшому розвитку форм концертної діяльності за західними зразками — вони брали участь у культурному житті міст, зокрема виступали з концертами в залі Рокумейкан, на відкритій сцені Хібія, виконуючи твори європейських композиторів (Ріхарда Вагнера, Шарля Гуно, Петра Чайковського). Поступово за участю зарубіжних та японських авторів упорядковується відповідний репертуар, публікуються перші нотні збірки військової музики. У військовій галузі формується японська диригентська школа, засновниками якої стали англійські, французькі й німецькі митці, такі як Джон Вільям Фентон, Шарль Леру, Франц Екерт. Під їх керівництвом відбувалося становлення перших японських військових диригентів: Сукецуне Накамура та Йосітойо Йоцумото.
Відбувалося поширення християнства, складовою частиною якого відігравала музика православної церкви. Сприяли цьому представники Російської духовної місії, заснуваної у 1870 році із центрами у Токіо, Нагасакі й Хакодате. Музиканти-подвижники українського походження Яків Тихай (служив у Місії з 1874 по 1886 роки) та Дмитро Львовський (у Міссії з 1880 по 1921 роки). Протягом цього часу було регентство у Соборі Воскресіння Христова в Токіо, організація хорового колективу, викладання у Семінарії й Катехизісній школі, упорядкування й видання нотних збірок оригінальних і адаптованих церковних творів. Церковна діяльність поширювалася у світській (гастрольні виступи, виконавські класи, викладання теорії й історії європейської музики та основ композиції в Токійській академії музики) і церковній (навчання нотної грамоти, співу й диригуванню в Катехізисній школі й Духовній семінарії, забезпечення музичної частини богослужінь у Соборі Вознесіння Христова в Токіо) сферах. Формування цих традицій продовжили представники нового покоління японських регентів, хорових диригентів і вчителів співу, вихованих українськими музикантами. До перших найвідоміших японських хорових диригентів належать: Роман Тіба, Олексій Обара, Інокентій Кісу, Яків Маедако Сінкін, Петро Токайрін, Йоан Накасіма, Мойсей Кавамура, Йоан Овата, Павло Ісія, Василь Такеда, Андрій Абе, Олександр Комагай, Федір Мінато, Олексій Савабе, Лука Оріта. Вони були християнами і взяли при хрещенні православні імена.

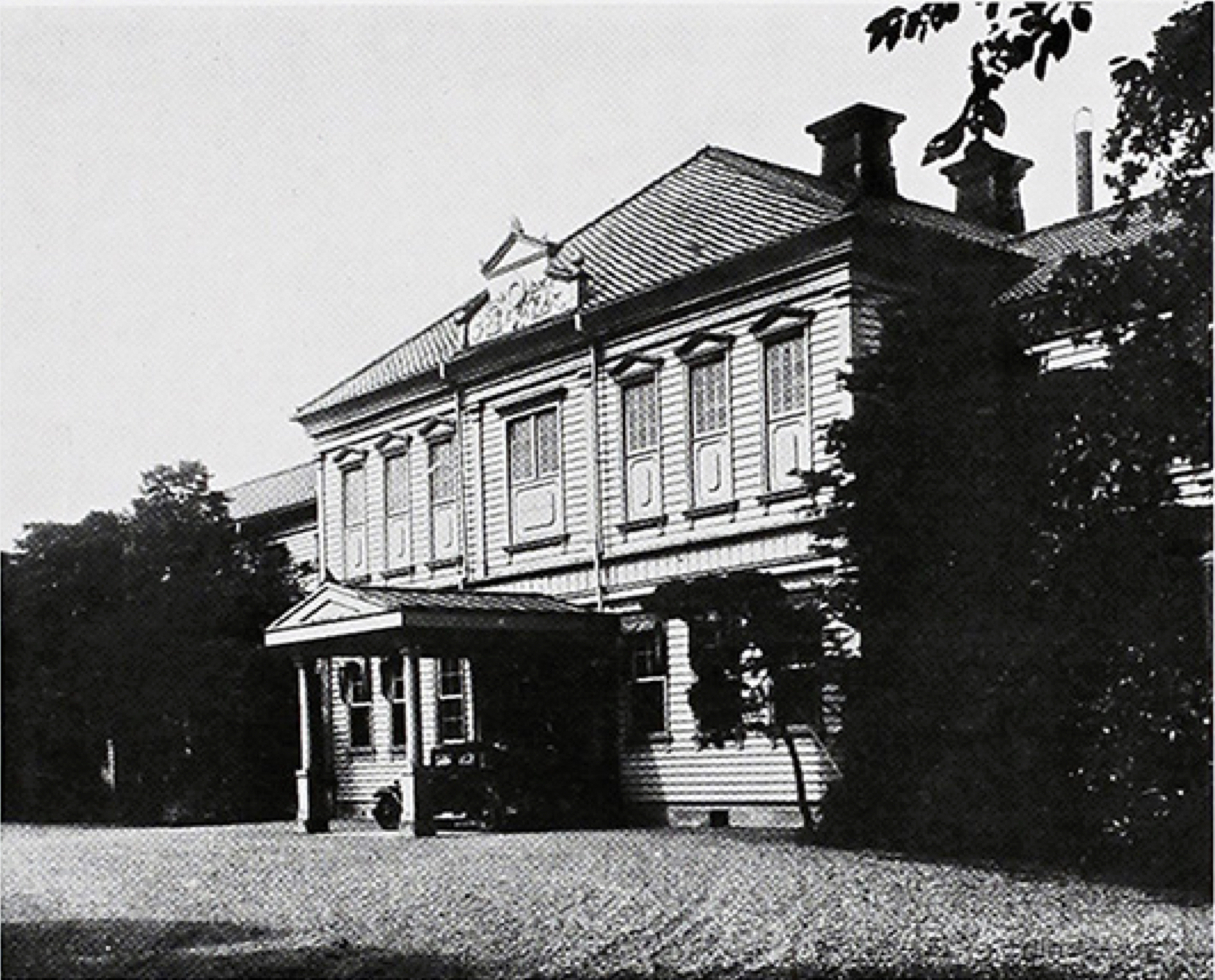
Історична споруда, де було засновано Інститут музичних досліджень (згодом — Токійська академія музики)

Загальна та професійна музична освіта пов'язана із діяльністю Сюдзі Ісава (1851–1917) та Лютера Вітінга Мейсона (1828–1896). У 1880 році було засновано Інститут музичних досліджень, у якому Мейсон очолив викладацький склад. Інститут мав три основні завдання: 1) запровадити обов’язкове викладання музики в школах, ввести у широкий обіг пісенний матеріал європейського зразка; 2) підготувати кадри для подальшого розвитку професійної музичної діяльності; 3) силами японських авторів створити музику для дітей, у якій поєднувалися б національні й західні стильові елементи, що частково було втілено в жанрі шкільної пісні сьока. Викладачі організували проведення уроків співів, теорії музики, гри на музичних інструментах (кото, кокю, фортепіано, органі і скрипці), видавали спеціальну літературу («Перший пісенник для початкової школи» вийшов друком у 1881 році). Ці дії сприяли формуванню японської композиторської школи європейського типу.
Імператорським наказом Інститут музичних досліджень у 1887 році було реформовано у Токійську академію музики, що надало навчальному закладу нового статусу та сприяло його подальшому розвитку. Удосконалювалися навчальні програми нового типу, стрімко розвивалося виконавство, що свідчило про зростання рівня підготовки музикантів-професіоналів. Вершиною у розвитку музичного професіоналізму, тісно пов’язаного з діяльністю Токійської академії музики, можна вважати утворення в Японії композиторської школи західного зразка, яка згодом стала повноцінною складовою світової музичної культури.

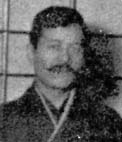
Суехару Кітамура, 1910 рік

Символом музичного «творця мейдзінської епохи» став Рентаро Такі (1879–1903). Особливе значення для формування національної композиторської школи, яка остаточно склалася в період Тайсьо, мала творчість Ямада Косаку (1886–1965). Він написав першу японську оперу «Kurofune» («Чорні кораблі», 1929–1940). Першими оперними гастролями до Японії став приїзд у 1876 році російської співачки Дар’ї Леонової. Серед перших зарубіжних колективів, запрошених до Японії, стала американська Опера Аней-Сефас (1877). Перша японська оперна постановка — опера «Фауст» Шарля Гуно (перший акт), прем’єра якої відбулася на сцені Токійської академії музики у 1894 році. Першою повною оперною постановкою стала опера «Роей но юме» («Мрії у таборі», 1904) Суехару Кітамура (1872–1931) темою якої стали події російсько-японської війни.

## Події
- 26 жовтня — 24 листопада 1876: Повстання в Акідзукі
- 22 червня 1908: Інцидент з червоним прапором